# Hammonton
Hammonton is een plaats (town) in de Amerikaanse staat New Jersey, en valt bestuurlijk gezien onder Atlantic County.

## Demografie
Bij de volkstelling in 2000 werd het aantal inwoners vastgesteld op 12.604.
In 2006 is het aantal inwoners door het United States Census Bureau geschat op 13.572, een stijging van 968 (7.7%).

## Geografie
Volgens het United States Census Bureau beslaat de plaats een oppervlakte van
107,5 km², waarvan 106,9 km² land en 0,6 km² water. Hammonton ligt op ongeveer 29 m boven zeeniveau.

## Plaatsen in de nabije omgeving
De onderstaande figuur toont nabijgelegen plaatsen in een straal van 16 km rond Hammonton.

## Geboren
- Ray Blanchard (1945), seksuoloog
- Jill Biden (1951), echtgenote van Joe Biden
- Ace Enders (1982), rocksinger-songwriter, instrumentalist en platenproducent